# Dyehutyhotep
| I10 | V28 | G43 · X1 | R4 · X1 · Q3 |

| I10 | V28 | G43 · X1 | R4 · X1 · Q3 |

Dyehutyhotep fue un nomarca del decimoquinto nomo del Alto Egipto (Hermópolis Magna), que vivió durante los reinados de Amenemhat II, Sesostris II y Sesostris III. Acompañó a Sesostris II en la campaña contra Siria. 
Era miembro de una familia poderosa, sus padres eran Kay, Príncipe de la Ciudad de las Pirámides, y Sat-jeper-ka. Su esposa se llamaba Hathor-Hotep y tenía los títulos de Maestra y Sacerdotisa de Hathor.
Entre sus títulos, enumerados en su tumba, se encuentran los de Príncipe de la Corona, Tesorero del Bajo Egipto, Único amigo, Apreciado por el Rey, Gran jefe del nomo de la liebre, Príncipe de Nejbed, Administrador de los tesoros del palacio, Jefe de los Sacerdotes, Sacerdote de Maat. También ostenta el de Hijo de Kep, lo que significa que fue educado con los hijos del faraón en la Casa Jeneret. 

## Tumba
Su tumba, numerada 17L/1, es la mayor mastaba de la necrópolis de Deir el-Bersha. Su descubrimiento se produjo en 1817 por dos oficiales, el capitán Mangles y el teniente Irby. En 1832 Rossellini copió los relieves. Néstor l'Hôte tomó notas, conservadas en la Biblioteca Nacional de París. Wilkinson y Lepsius también tomaron apuntes, y el Mayor Brown fotografió la escena antes de la destrucción que mutiló inscripciones en la tumba, que fue muy dañada por un terremoto. Los intentos de reparación contribuyeron a alterar aún más el monumento, hasta que  Newberry lo restauró en 1891. Actualmente trabajan en su estudio científicos de la Universidad Católica de Lovaina.

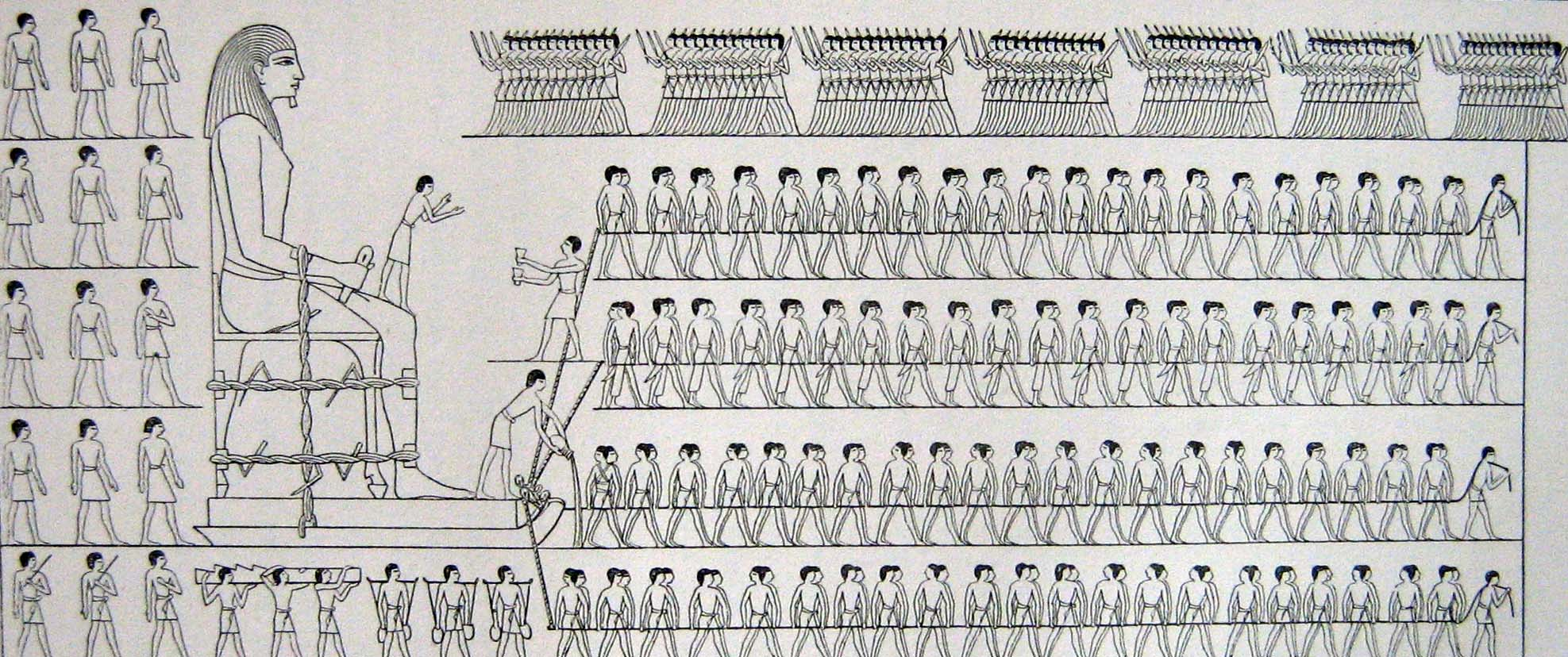
Transporte de una estatua colosal pintada en la tumba de Dyehutyhotep.

Consta de antesala y capilla. La primera está muy dañada, al hundirse la fachada tras el terremoto, la segunda se mantiene en buenas condiciones. Tiene representaciones de caza, pesca y todo tipo de trabajos agrícolas. La tumba es famosa por tener una representación de una colosal estatua arrastrada mediante un trineo. Los detalles del relieve proporcionan información sobre los métodos de construcción de la época; se ha calculado que la estatua podría pesar unas sesenta toneladas y fue transportada por obreros egipcios. Otros relieves representan a su hija con traje ceremonial.
Fue terminada durante el reinado de Sesostris III, tras la muerte de Dyehutyhotep. Además de las inscripciones con los nombres de los tres faraones a los que sirvió, figuran los del constructor, Sep, hijo de Ab-kau, y del artista, Amenanju.